# Ovest dell'Inghilterra
L'Ovest dell’Inghilterra è un’autorità combinata istituita il 9 febbraio 2017, comprendente tre distretti.
In realtà, essa è formata da una contea e due distretti ed è nata sulle ceneri della giovane contea di Avon, abolita nel 1996.
La popolazione complessiva del West of England è di circa 900 000 abitanti.

## Autorità
La struttura dell’autorità è molto snella, ma al contempo rispettosa della democrazia, essendo composta dai tre capi locali, i leader dei tre distretti compreso il sindaco di Bristol, ma venendo guidata da un sindaco comune eletto direttamente dai cittadini ogni quattro anni.
Al pari delle altre autorità combinate i suoi compiti riguardano la pianificazione edilizia comune e i trasporti: significativamente in tal senso, l’autorità ha sede in una stazione di Bristol.

## Distretti
- Bristol
- Bath and North East Somerset
- South Gloucestershire